# بات أوهانلون
بات أوهانلون (بالإنجليزية: Pat O'Hanlon)‏ هو لاعب دوري الرغبي أسترالي، ولد في 14 مارس 1991 في بوندابيرج في أستراليا.